# Seconda Categoria
Seconda Categoria – ósmy poziom rozgrywek piłki nożnej mężczyzn we Włoszech. Piąty poziom rozgrywek amatorskich, w tym czwarty na szczeblu regionalnym.
Seconda Categoria skupia ponad 2800 zespołów. Liczebność grup w poszczególnych regionach zależy od ilości zespołów zgłoszonych do rozgrywek w danym regionie.
Zwycięzca każdej z grup awansuje do najbliższej geograficznie grupy wyższego szczebla rozgrywek, Prima Categoria. Najsłabsze drużyny w poszczególnych grupach (ich liczba zależy od lokalnego regulaminu rozgrywek) spadają do Terza Categoria.
Historycznie Seconda Categoria była najwyższym szczeblem rozgrywek we Włoszech od roku 1904 do 1912.